# Список членов Секретариата ЦК КПСС
Коммунистическая партия Советского Союза — правящая партия в Союзе Советских Социалистических Республик, основной идеологией которой являлся марксизм-ленинизм, с начала 1920-х годов до марта 1990 года действовавшая в условиях однопартийной системы, что в отдельные периоды было закреплено конституционно. Исторически была основана в 1898 году как Российская социал-демократическая рабочая партия (аббрев. РСДРП), с весны 1917 года использовалось отсутствующее в партийных документах название большевистской фракции Российская социал-демократическая рабочая партия (большевиков) (аббрев. РСДРП(б)), с марта 1918 года — Российская коммунистическая партия (большевиков) (аббрев. РКП(б)), с декабря 1925 года — Всесоюзная коммунистическая партия (большевиков) (аббрев. ВКП(б)), с октября 1952 года — Коммунистическая партия Советского Союза (аббрев. КПСС). Руководящим партийным органом являлся съезд или партийная конференция, образующие для работы между ними Центральный комитет партии (ЦК). Однако в связи с относительной редкостью (в последний период — не реже одного раза в полгода) проведения Пленумов ЦК как пленарных заседаний членов и кандидатов в члены ЦК для целей принятия решений по текущим вопросам им образовывались коллегиальные руководящие органы: Политическое бюро (в отдельные периоды Бюро и Президиум), Организационное бюро, а также Секретариат, в состав которого также входил Председатель Секретариата — в 1918 году, Ответственный секретарь — в 1919, 1920 и 1921 годах, Генеральный секретарь — в 1922, 1923, 1924, 1926, 1927, 1930, 1966, 1971, 1976, 1981, 1986 и 1990 годах, Первый секретарь — в 1953, 1956, 1961 годах. Единожды, в 1990 году, был избран также Заместитель Генерального секретаря. Секретари Центрального комитета, члены и кандидаты в члены Секретариата включены в настоящий список, организованный в алфавитном порядке. Впервые Секретариат был создан на заседании Узкого состава ЦК партии 6 [19] августа 1917 года, избранного накануне на Пленуме ЦК, прошедшем 5 [18] августа 1917 года после состоявшегося в Петрограде с 26 июля [8 августа] 1917 года по 3 [16] августа 1917 года VI съезда, взявшего «курс на вооружённое восстание» (однако ранее, 28 февраля [13 марта] 1917 года, секретарём Бюро ЦК избиралась Елена Дмитриевна Стасова).
После победы восстания положение пришедшей к власти партии требовало оперативного решения множества вопросов в условиях, когда Пленум ЦК собрать было сложно и не всегда осуществимо. Состоявшийся в Москве с 18 по 23 марта 1919 года VIII съезд обобщил сложившуюся практику потребности повседневного руководства и создал Секретариат на постоянной основе. Изменение статуса исполнительных органов партии произошло на состоявшемся в Москве с 5 по 14 октября 1952 года XIX съезде: в числе изменений Секретариату были переданы функции Организационного бюро («…для руководства текущей работой, главным образом по организации проверки исполнения решений партии и по подбору кадров»). Последующие изменения устава полномочия Секретариата не затрагивали.

## Список в алфавитном порядке
Комментариями отмечены начало и прекращение полномочий в Секретариате (не отмечены комментариями даты окончания полномочий в связи с избранием нового состава Секретариата, в том числе при переизбрании лица в новый состав).
| Портрет             | Имя (годы жизни)                                                                                                 | Полномочия                 | Полномочия                                                 | Должности в Секретариате                                      | Пр.                     |
| Портрет             | Имя (годы жизни)                                                                                                 | Начало                     | Окончание                                                  | Должности в Секретариате                                      | Пр.                     |
| ------------------- | --- | -------------------------- | ---------------------------------------------------------- | ------------------------------------------------------------- | ----------------------- |
|                     | Андрей Андреевич Андреев (1895—1971)                                                                             | 3 февраля 1924             | 2 июня 1924                                                | секретарь Центрального комитета РКП(б)                        | [ 10 ] [ 11 ] [ 12 ]    |
| 2 июня 1924         | Андрей Андреевич Андреев (1895—1971)                                                                             | 1 января 1926              |                                                            | секретарь Центрального комитета РКП(б)                        | [ 10 ] [ 11 ] [ 12 ]    |
| 28 февраля 1935     | Андрей Андреевич Андреев (1895—1971)                                                                             | 22 марта 1939              | секретарь Центрального комитета ВКП(б)                     |                                                               | [ 10 ] [ 11 ] [ 12 ]    |
| 22 марта 1939       | Андрей Андреевич Андреев (1895—1971)                                                                             | 18 марта 1946              | секретарь Центрального комитета ВКП(б)                     |                                                               | [ 10 ] [ 11 ] [ 12 ]    |
|                     | Юрий Владимирович Андропов (1914—1984)                                                                           | 23 ноября 1962             | 8 апреля 1966                                              | секретарь Центрального комитета КПСС                          | [ 13 ] [ 14 ] [ 15 ]    |
| 8 апреля 1966       | Юрий Владимирович Андропов (1914—1984)                                                                           | 21 июня 1967               |                                                            | секретарь Центрального комитета КПСС                          | [ 13 ] [ 14 ] [ 15 ]    |
| 24 мая 1982         | Юрий Владимирович Андропов (1914—1984)                                                                           | 12 ноября 1982             |                                                            | секретарь Центрального комитета КПСС                          | [ 13 ] [ 14 ] [ 15 ]    |
| 24 мая 1982         | Юрий Владимирович Андропов (1914—1984)                                                                           | 9 февраля 1984             | Генеральный секретарь Центрального комитета КПСС           |                                                               | [ 13 ] [ 14 ] [ 15 ]    |
|                     | Виктор Васильевич Анискин (1948—2013)                                                                            | 14 июля 1990               | 29 августа 1991                                            | член Секретариата Центрального комитета КПСС                  | [ 16 ] [ 17 ] [ 18 ]    |
|                     | Николай Кириллович Антипов (1894—1938)                                                                           | 12 июня 1924               | 1 января 1926                                              | кандидат в члены Секретариата Центрального комитета РКП(б)    | [ 19 ] [ 20 ] [ 21 ]    |
|                     | Аверкий Борисович Аристов (1903—1973)                                                                            | 16 октября 1952            | 14 марта 1953                                              | секретарь Центрального комитета КПСС                          | [ 22 ] [ 23 ] [ 24 ]    |
| 12 июля 1955        | Аверкий Борисович Аристов (1903—1973)                                                                            | 27 февраля 1956            |                                                            | секретарь Центрального комитета КПСС                          | [ 22 ] [ 23 ] [ 24 ]    |
| 27 февраля 1956     | Аверкий Борисович Аристов (1903—1973)                                                                            | 4 мая 1960                 |                                                            | секретарь Центрального комитета КПСС                          | [ 22 ] [ 23 ] [ 24 ]    |
|                     | Александра Васильевна Артюхина (1889—1969) в дев. Александра Васильевна Афанасенкова                             | 1 января 1926              | 19 декабря 1927                                            | кандидат в члены Секретариата Центрального комитета ВКП(б)    | [ 25 ] [ 26 ] [ 27 ]    |
| 19 декабря 1927     | Александра Васильевна Артюхина (1889—1969) в дев. Александра Васильевна Афанасенкова                             | 13 июля 1930               |                                                            | кандидат в члены Секретариата Центрального комитета ВКП(б)    | [ 25 ] [ 26 ] [ 27 ]    |
|                     | Олег Дмитриевич Бакланов (1932—2021)                                                                             | 18 февраля 1988            | 14 июля 1990                                               | секретарь Центрального комитета КПСС                          | [ 28 ] [ 29 ] [ 30 ]    |
| 14 июля 1990        | Олег Дмитриевич Бакланов (1932—2021)                                                                             | 29 августа 1991            |                                                            | секретарь Центрального комитета КПСС                          | [ 28 ] [ 29 ] [ 30 ]    |
|                     | Карл Янович Бауман (1892—1937) латыш. Kārlis Baumanis                                                            | 11 апреля 1928             | 29 апреля 1929                                             | кандидат в члены Секретариата Центрального комитета ВКП(б)    | [ 31 ] [ 32 ] [ 33 ]    |
| 29 апреля 1929      | Карл Янович Бауман (1892—1937) латыш. Kārlis Baumanis                                                            | 13 июля 1930               | секретарь Центрального комитета ВКП(б)                     |                                                               | [ 31 ] [ 32 ] [ 33 ]    |
| 13 июля 1930        | Карл Янович Бауман (1892—1937) латыш. Kārlis Baumanis                                                            | 2 октября 1932             | секретарь Центрального комитета ВКП(б)                     |                                                               | [ 31 ] [ 32 ] [ 33 ]    |
|                     | Николай Ильич Беляев (1903—1966)                                                                                 | 12 июля 1955               | 27 февраля 1956                                            | секретарь Центрального комитета КПСС                          | [ 34 ] [ 35 ] [ 36 ]    |
| 27 февраля 1956     | Николай Ильич Беляев (1903—1966)                                                                                 | 12 ноября 1958             |                                                            | секретарь Центрального комитета КПСС                          | [ 34 ] [ 35 ] [ 36 ]    |
|                     | Александра Павловна Бирюкова (1929—2008) в дев. Александра Павловна Ачкасова                                     | 6 марта 1986               | 30 сентября 1988                                           | секретарь Центрального комитета КПСС                          | [ 37 ] [ 38 ] [ 39 ]    |
|                     | Леонид Ильич Брежнев (1906—1982)                                                                                 | 16 октября 1952            | 5 марта 1953                                               | секретарь Центрального комитета КПСС                          | [ 40 ] [ 41 ] [ 42 ]    |
| 27 февраля 1956     | Леонид Ильич Брежнев (1906—1982)                                                                                 | 16 июля 1960               |                                                            | секретарь Центрального комитета КПСС                          | [ 40 ] [ 41 ] [ 42 ]    |
| 21 июня 1963        | Леонид Ильич Брежнев (1906—1982)                                                                                 | 14 октября 1964            |                                                            | секретарь Центрального комитета КПСС                          | [ 40 ] [ 41 ] [ 42 ]    |
| 14 октября 1964     | Леонид Ильич Брежнев (1906—1982)                                                                                 | 8 апреля 1966              | Первый секретарь Центрального комитета КПСС                |                                                               | [ 40 ] [ 41 ] [ 42 ]    |
| 8 апреля 1966       | Леонид Ильич Брежнев (1906—1982)                                                                                 | 9 апреля 1971              | Генеральный секретарь Центрального комитета КПСС           |                                                               | [ 40 ] [ 41 ] [ 42 ]    |
| 9 апреля 1971       | Леонид Ильич Брежнев (1906—1982)                                                                                 | 5 марта 1976               | Генеральный секретарь Центрального комитета КПСС           |                                                               | [ 40 ] [ 41 ] [ 42 ]    |
| 5 марта 1976        | Леонид Ильич Брежнев (1906—1982)                                                                                 | 3 марта 1981               | Генеральный секретарь Центрального комитета КПСС           |                                                               | [ 40 ] [ 41 ] [ 42 ]    |
| 3 марта 1981        | Леонид Ильич Брежнев (1906—1982)                                                                                 | 10 ноября 1982             | Генеральный секретарь Центрального комитета КПСС           |                                                               | [ 40 ] [ 41 ] [ 42 ]    |
|                     | Андрей Сергеевич Бубнов (1884—1938)                                                                              | 30 апреля 1925             | 1 января 1926                                              | секретарь Центрального комитета РКП(б)                        | [ 43 ] [ 44 ] [ 45 ]    |
| 1 января 1926       | Андрей Сергеевич Бубнов (1884—1938)                                                                              | 19 декабря 1927            | кандидат в члены Секретариата Центрального комитета ВКП(б) |                                                               | [ 43 ] [ 44 ] [ 45 ]    |
| 19 декабря 1927     | Андрей Сергеевич Бубнов (1884—1938)                                                                              | 13 июля 1930               | кандидат в члены Секретариата Центрального комитета ВКП(б) |                                                               | [ 43 ] [ 44 ] [ 45 ]    |
|                     | Валентин Алексеевич Гайворонский (1948—)                                                                         | 14 июля 1990               | 29 августа 1991                                            | член Секретариата Центрального комитета КПСС                  | [ 46 ] [ 47 ] [ 48 ]    |
|                     | Борис Вениаминович Гидаспов (1933—2007)                                                                          | 14 июля 1990               | 29 августа 1991                                            | секретарь Центрального комитета КПСС                          | [ 49 ] [ 50 ] [ 51 ]    |
|                     | Андрей Николаевич Гиренко (1936—2017) укр. Андрій Миколайович Гіренко                                            | 20 сентября 1989           | 14 июля 1990                                               | секретарь Центрального комитета КПСС                          | [ 52 ] [ 53 ] [ 54 ]    |
| 14 июля 1990        | Андрей Николаевич Гиренко (1936—2017) укр. Андрій Миколайович Гіренко                                            | 29 августа 1991            |                                                            | секретарь Центрального комитета КПСС                          | [ 52 ] [ 53 ] [ 54 ]    |
|                     | Михаил Сергеевич Горбачёв (1931—2022)                                                                            | 27 ноября 1978             | 3 марта 1981                                               | секретарь Центрального комитета КПСС                          | [ 55 ] [ 56 ] [ 57 ]    |
| 3 марта 1981        | Михаил Сергеевич Горбачёв (1931—2022)                                                                            | 11 марта 1985              |                                                            | секретарь Центрального комитета КПСС                          | [ 55 ] [ 56 ] [ 57 ]    |
| 11 марта 1985       | Михаил Сергеевич Горбачёв (1931—2022)                                                                            | 6 марта 1986               | Генеральный секретарь Центрального комитета КПСС           |                                                               | [ 55 ] [ 56 ] [ 57 ]    |
| 6 марта 1986        | Михаил Сергеевич Горбачёв (1931—2022)                                                                            | 14 июля 1990               | Генеральный секретарь Центрального комитета КПСС           |                                                               | [ 55 ] [ 56 ] [ 57 ]    |
| 14 июля 1990        | Михаил Сергеевич Горбачёв (1931—2022)                                                                            | 24 августа 1991            | Генеральный секретарь Центрального комитета КПСС           |                                                               | [ 55 ] [ 56 ] [ 57 ]    |
|                     | Пётр Нилович Демичев (1917—2010)                                                                                 | 31 октября 1961            | 8 апреля 1966                                              | секретарь Центрального комитета КПСС                          | [ 58 ] [ 59 ] [ 60 ]    |
| 8 апреля 1966       | Пётр Нилович Демичев (1917—2010)                                                                                 | 9 апреля 1971              |                                                            | секретарь Центрального комитета КПСС                          | [ 58 ] [ 59 ] [ 60 ]    |
| 9 апреля 1971       | Пётр Нилович Демичев (1917—2010)                                                                                 | 14 декабря 1974            |                                                            | секретарь Центрального комитета КПСС                          | [ 58 ] [ 59 ] [ 60 ]    |
|                     | Александр Сергеевич Дзасохов (1934—) осет. Дзасохты Сергейы фырт Алыксандр                                       | 14 июля 1990               | 29 августа 1991                                            | секретарь Центрального комитета КПСС                          | [ 61 ] [ 62 ] [ 63 ]    |
|                     | Феликс Эдмундович Дзержинский (1877—1926) пол. Feliks Dzierżyński                                                | 6 [19] августа 1917        | 8 марта 1918                                               | секретарь Центрального комитета РСДРП(б)                      | [ 64 ] [ 65 ] [ 66 ]    |
|                     | Анатолий Фёдорович Добрынин (1919—2010)                                                                          | 6 марта 1986               | 30 сентября 1988                                           | секретарь Центрального комитета КПСС                          | [ 67 ] [ 68 ] [ 69 ]    |
|                     | Владимир Иванович Долгих (1924—2020)                                                                             | 18 декабря 1972            | 5 марта 1976                                               | секретарь Центрального комитета КПСС                          | [ 70 ] [ 71 ] [ 72 ]    |
| 5 марта 1976        | Владимир Иванович Долгих (1924—2020)                                                                             | 3 марта 1981               |                                                            | секретарь Центрального комитета КПСС                          | [ 70 ] [ 71 ] [ 72 ]    |
| 3 марта 1981        | Владимир Иванович Долгих (1924—2020)                                                                             | 6 марта 1986               |                                                            | секретарь Центрального комитета КПСС                          | [ 70 ] [ 71 ] [ 72 ]    |
|                     | Григорий Еремеевич Евдокимов (1884—1936)                                                                         | 1 января 1926              | 9 апреля 1926                                              | секретарь Центрального комитета ВКП(б)                        | [ 73 ] [ 74 ] [ 75 ]    |
|                     | Николай Иванович Ежов (1895—1940)                                                                                | 1 февраля 1935             | 22 марта 1939                                              | секретарь Центрального комитета ВКП(б)                        | [ 76 ] [ 77 ] [ 78 ]    |
|                     | Борис Николаевич Ельцин (1931—2007)                                                                              | 1 июля 1985                | 18 февраля 1986                                            | секретарь Центрального комитета КПСС                          | [ 79 ] [ 80 ] [ 81 ]    |
|                     | Андрей Александрович Жданов (1896—1948)                                                                          | 10 февраля 1934            | 22 марта 1939                                              | секретарь Центрального комитета ВКП(б)                        | [ 82 ] [ 83 ] [ 84 ]    |
| 22 марта 1939       | Андрей Александрович Жданов (1896—1948)                                                                          | 18 марта 1946              |                                                            | секретарь Центрального комитета ВКП(б)                        | [ 82 ] [ 83 ] [ 84 ]    |
| 18 марта 1946       | Андрей Александрович Жданов (1896—1948)                                                                          | 31 августа 1948            |                                                            | секретарь Центрального комитета ВКП(б)                        | [ 82 ] [ 83 ] [ 84 ]    |
|                     | Лев Николаевич Зайков (1923—2002)                                                                                | 1 июля 1985                | 6 марта 1986                                               | секретарь Центрального комитета КПСС                          | [ 85 ] [ 86 ] [ 87 ]    |
| 6 марта 1986        | Лев Николаевич Зайков (1923—2002)                                                                                | 14 июля 1990               |                                                            | секретарь Центрального комитета КПСС                          | [ 85 ] [ 86 ] [ 87 ]    |
|                     | Пётр Антонович Залуцкий (1887—1937)                                                                              | 12 июня 1924               | 1 января 1926                                              | кандидат в члены Секретариата Центрального комитета РКП(б)    | [ 88 ] [ 89 ] [ 90 ]    |
|                     | Исаак Абрамович Зеленский (1890—1938)                                                                            | 14 июня 1923               | 2 июня 1924                                                | кандидат в члены Секретариата Центрального комитета РКП(б)    | [ 91 ] [ 92 ] [ 93 ]    |
| 2 июня 1924         | Исаак Абрамович Зеленский (1890—1938)                                                                            | 20 августа 1924            | секретарь Центрального комитета РКП(б)                     |                                                               | [ 91 ] [ 92 ] [ 93 ]    |
|                     | Михаил Васильевич Зимянин (1914—1995) бел. Міхаіл Васілевіч Зімянін                                              | 5 марта 1976               | 3 марта 1981                                               | секретарь Центрального комитета КПСС                          | [ 94 ] [ 95 ] [ 96 ]    |
| 3 марта 1981        | Михаил Васильевич Зимянин (1914—1995) бел. Міхаіл Васілевіч Зімянін                                              | 6 марта 1986               |                                                            | секретарь Центрального комитета КПСС                          | [ 94 ] [ 95 ] [ 96 ]    |
| 6 марта 1986        | Михаил Васильевич Зимянин (1914—1995) бел. Міхаіл Васілевіч Зімянін                                              | 28 января 1987             |                                                            | секретарь Центрального комитета КПСС                          | [ 94 ] [ 95 ] [ 96 ]    |
|                     | Владимир Антонович Ивашко (1932—1994) укр. Володимир Антонович Івашко                                            | 14 июля 1990               | 24 августа 1991                                            | заместитель Генерального секретаря Центрального комитета КПСС | [ 97 ] [ 98 ] [ 99 ]    |
| 24 августа 1991     | Владимир Антонович Ивашко (1932—1994) укр. Володимир Антонович Івашко                                            | 29 августа 1991            | и. о. Генерального секретаря Центрального комитета КПСС    |                                                               | [ 97 ] [ 98 ] [ 99 ]    |
|                     | Николай Григорьевич Игнатов (1901—1966)                                                                          | 16 октября 1952            | 5 марта 1953                                               | секретарь Центрального комитета КПСС                          | [ 100 ] [ 101 ] [ 102 ] |
| 17 декабря 1957     | Николай Григорьевич Игнатов (1901—1966)                                                                          | 4 мая 1960                 |                                                            | секретарь Центрального комитета КПСС                          | [ 100 ] [ 101 ] [ 102 ] |
|                     | Семён Денисович Игнатьев (1904—1983)                                                                             | 5 марта 1953               | 6 апреля 1953                                              | секретарь Центрального комитета КПСС                          | [ 103 ] [ 104 ] [ 105 ] |
|                     | Леонид Фёдорович Ильичёв (1906—1990)                                                                             | 31 октября 1961            | 26 марта 1965                                              | секретарь Центрального комитета КПСС                          | [ 106 ] [ 107 ] [ 108 ] |
|                     | Адольф Абрамович Иоффе (1883—1927)                                                                               | 6 [19] августа 1917        | 8 марта 1918                                               | секретарь Центрального комитета РСДРП(б)                      | [ 109 ] [ 110 ] [ 111 ] |
|                     | Лазарь Моисеевич Каганович (1893—1991)                                                                           | 2 июня 1924                | 30 апреля 1925                                             | секретарь Центрального комитета РКП(б)                        | [ 112 ] [ 113 ] [ 114 ] |
| 12 июля 1928        | Лазарь Моисеевич Каганович (1893—1991)                                                                           | 13 июля 1930               | секретарь Центрального комитета ВКП(б)                     |                                                               | [ 112 ] [ 113 ] [ 114 ] |
| 13 июля 1930        | Лазарь Моисеевич Каганович (1893—1991)                                                                           | 10 февраля 1934            | секретарь Центрального комитета ВКП(б)                     |                                                               | [ 112 ] [ 113 ] [ 114 ] |
| 10 февраля 1934     | Лазарь Моисеевич Каганович (1893—1991)                                                                           | 22 марта 1939              | секретарь Центрального комитета ВКП(б)                     |                                                               | [ 112 ] [ 113 ] [ 114 ] |
|                     | Владимир Валерьянович Калашников (1947—)                                                                         | 26 июля 1991               | 29 августа 1991                                            | секретарь Центрального комитета КПСС                          | [ 115 ] [ 116 ] [ 117 ] |
|                     | Иван Васильевич Капитонов (1915—2002)                                                                            | 6 декабря 1965             | 8 апреля 1966                                              | секретарь Центрального комитета КПСС                          | [ 118 ] [ 119 ] [ 120 ] |
| 8 апреля 1966       | Иван Васильевич Капитонов (1915—2002)                                                                            | 9 апреля 1971              |                                                            | секретарь Центрального комитета КПСС                          | [ 118 ] [ 119 ] [ 120 ] |
| 9 апреля 1971       | Иван Васильевич Капитонов (1915—2002)                                                                            | 5 марта 1976               |                                                            | секретарь Центрального комитета КПСС                          | [ 118 ] [ 119 ] [ 120 ] |
| 5 марта 1976        | Иван Васильевич Капитонов (1915—2002)                                                                            | 3 марта 1981               |                                                            | секретарь Центрального комитета КПСС                          | [ 118 ] [ 119 ] [ 120 ] |
| 3 марта 1981        | Иван Васильевич Капитонов (1915—2002)                                                                            | 6 марта 1986               |                                                            | секретарь Центрального комитета КПСС                          | [ 118 ] [ 119 ] [ 120 ] |
|                     | Константин Фёдорович Катушев (1927—2010)                                                                         | 10 апреля 1968             | 9 апреля 1971                                              | секретарь Центрального комитета КПСС                          | [ 121 ] [ 122 ] [ 123 ] |
| 9 апреля 1971       | Константин Фёдорович Катушев (1927—2010)                                                                         | 5 марта 1976               |                                                            | секретарь Центрального комитета КПСС                          | [ 121 ] [ 122 ] [ 123 ] |
| 5 марта 1976        | Константин Фёдорович Катушев (1927—2010)                                                                         | 24 мая 1977                |                                                            | секретарь Центрального комитета КПСС                          | [ 121 ] [ 122 ] [ 123 ] |
|                     | Андрей Павлович Кириленко (1906—1990)                                                                            | 8 апреля 1966              | 9 апреля 1971                                              | секретарь Центрального комитета КПСС                          | [ 124 ] [ 125 ] [ 126 ] |
| 9 апреля 1971       | Андрей Павлович Кириленко (1906—1990)                                                                            | 5 марта 1976               |                                                            | секретарь Центрального комитета КПСС                          | [ 124 ] [ 125 ] [ 126 ] |
| 5 марта 1976        | Андрей Павлович Кириленко (1906—1990)                                                                            | 3 марта 1981               |                                                            | секретарь Центрального комитета КПСС                          | [ 124 ] [ 125 ] [ 126 ] |
| 3 марта 1981        | Андрей Павлович Кириленко (1906—1990)                                                                            | 22 ноября 1982             |                                                            | секретарь Центрального комитета КПСС                          | [ 124 ] [ 125 ] [ 126 ] |
|                     | Алексей Илларионович Кириченко (1908—1975) укр. Олексій Іларіонович Кириченко                                    | 17 декабря 1957            | 4 мая 1960                                                 | секретарь Центрального комитета КПСС                          | [ 127 ] [ 128 ] [ 129 ] |
|                     | Сергей Миронович Киров (1886—1934) урожд. Сергей Миронович Костриков                                             | 10 февраля 1934            | 1 декабря 1934                                             | секретарь Центрального комитета ВКП(б)                        | [ 130 ] [ 131 ] [ 132 ] |
|                     | Фрол Романович Козлов (1908—1965)                                                                                | 4 мая 1960                 | 31 октября 1961                                            | секретарь Центрального комитета КПСС                          | [ 133 ] [ 134 ] [ 135 ] |
| 31 октября 1961     | Фрол Романович Козлов (1908—1965)                                                                                | 16 ноября 1964             |                                                            | секретарь Центрального комитета КПСС                          | [ 133 ] [ 134 ] [ 135 ] |
|                     | Станислав Викентьевич Косиор (1889—1939) пол. Stanisław Kosior                                                   | 1 января 1926              | 19 декабря 1927                                            | секретарь Центрального комитета ВКП(б)                        | [ 136 ] [ 137 ] [ 138 ] |
| 19 декабря 1927     | Станислав Викентьевич Косиор (1889—1939) пол. Stanisław Kosior                                                   | 12 июля 1928               |                                                            | секретарь Центрального комитета ВКП(б)                        | [ 136 ] [ 137 ] [ 138 ] |
|                     | Николай Николаевич Крестинский (1883—1938)                                                                       | 29 ноября 1919             | 5 апреля 1920                                              | Ответственный секретарь Центрального комитета РКП(б)          | [ 139 ] [ 140 ] [ 141 ] |
| 5 апреля 1920       | Николай Николаевич Крестинский (1883—1938)                                                                       | 16 марта 1921              |                                                            | Ответственный секретарь Центрального комитета РКП(б)          | [ 139 ] [ 140 ] [ 141 ] |
|                     | Николай Афанасьевич Кубяк (1881—1937)                                                                            | 17 февраля 1927            | 19 декабря 1927                                            | секретарь Центрального комитета ВКП(б)                        | [ 142 ] [ 143 ] [ 144 ] |
| 19 декабря 1927     | Николай Афанасьевич Кубяк (1881—1937)                                                                            | 11 апреля 1928             |                                                            | секретарь Центрального комитета ВКП(б)                        | [ 142 ] [ 143 ] [ 144 ] |
|                     | Алексей Александрович Кузнецов (1905—1950)                                                                       | 18 марта 1946              | 28 января 1949                                             | секретарь Центрального комитета ВКП(б)                        | [ 145 ] [ 146 ] [ 147 ] |
|                     | Валериан Владимирович Куйбышев (1888—1935)                                                                       | 3 апреля 1922              | 26 апреля 1923                                             | секретарь Центрального комитета РКП(б)                        | [ 148 ] [ 149 ] [ 150 ] |
|                     | Фёдор Давыдович Кулаков (1918—1978)                                                                              | 29 сентября 1965           | 8 апреля 1966                                              | секретарь Центрального комитета КПСС                          | [ 151 ] [ 152 ] [ 153 ] |
| 8 апреля 1966       | Фёдор Давыдович Кулаков (1918—1978)                                                                              | 9 апреля 1971              |                                                            | секретарь Центрального комитета КПСС                          | [ 151 ] [ 152 ] [ 153 ] |
| 9 апреля 1971       | Фёдор Давыдович Кулаков (1918—1978)                                                                              | 5 марта 1976               |                                                            | секретарь Центрального комитета КПСС                          | [ 151 ] [ 152 ] [ 153 ] |
| 5 марта 1976        | Фёдор Давыдович Кулаков (1918—1978)                                                                              | 17 июля 1978               |                                                            | секретарь Центрального комитета КПСС                          | [ 151 ] [ 152 ] [ 153 ] |
|                     | Валентин Александрович Купцов (1937—)                                                                            | 14 июля 1990               | 29 августа 1991                                            | секретарь Центрального комитета КПСС                          | [ 154 ] [ 155 ] [ 156 ] |
|                     | Отто Вильгельмович Куусинен (1881—1964) фин. Otto Wille Kuusinen                                                 | 29 июня 1957               | 31 октября 1961                                            | секретарь Центрального комитета КПСС                          | [ 157 ] [ 158 ] [ 159 ] |
| 31 октября 1961     | Отто Вильгельмович Куусинен (1881—1964) фин. Otto Wille Kuusinen                                                 | 17 мая 1964                |                                                            | секретарь Центрального комитета КПСС                          | [ 157 ] [ 158 ] [ 159 ] |
|                     | Егор Кузьмич Лигачёв (1920—2021)                                                                                 | 27 декабря 1983            | 6 марта 1986                                               | секретарь Центрального комитета КПСС                          | [ 160 ] [ 161 ] [ 162 ] |
| 6 марта 1986        | Егор Кузьмич Лигачёв (1920—2021)                                                                                 | 14 июля 1990               |                                                            | секретарь Центрального комитета КПСС                          | [ 160 ] [ 161 ] [ 162 ] |
|                     | Анатолий Иванович Лукьянов (1930—2019)                                                                           | 28 января 1987             | 30 сентября 1988                                           | секретарь Центрального комитета КПСС                          | [ 163 ] [ 164 ] [ 165 ] |
|                     | Пётр Кириллович Лучинский (1940—) рум. Petru Lucinschi                                                           | 31 января 1991             | 29 августа 1991                                            | секретарь Центрального комитета КПСС                          | [ 166 ] [ 167 ] [ 168 ] |
|                     | Георгий Максимилианович Маленков (1901—1988)                                                                     | 22 марта 1939              | 18 марта 1946                                              | секретарь Центрального комитета ВКП(б)                        | [ 169 ] [ 170 ] [ 171 ] |
| 18 марта 1946       | Георгий Максимилианович Маленков (1901—1988)                                                                     | 6 мая 1946                 |                                                            | секретарь Центрального комитета ВКП(б)                        | [ 169 ] [ 170 ] [ 171 ] |
| 1 июля 1948         | Георгий Максимилианович Маленков (1901—1988)                                                                     | 16 октября 1952            |                                                            | секретарь Центрального комитета ВКП(б)                        | [ 169 ] [ 170 ] [ 171 ] |
| 16 октября 1952     | Георгий Максимилианович Маленков (1901—1988)                                                                     | 14 марта 1953              | секретарь Центрального комитета КПСС                       |                                                               | [ 169 ] [ 170 ] [ 171 ] |
|                     | Александр Николаевич Мальцев (1952—)                                                                             | 26 июля 1991               | 29 августа 1991                                            | член Секретариата Центрального комитета КПСС                  | [ 172 ] [ 173 ] [ 174 ] |
|                     | Юрий Алексеевич Манаенков (1936—2021)                                                                            | 20 сентября 1989           | 14 июля 1990                                               | секретарь Центрального комитета КПСС                          | [ 175 ] [ 176 ] [ 177 ] |
| 14 июля 1990        | Юрий Алексеевич Манаенков (1936—2021)                                                                            | 29 августа 1991            |                                                            | секретарь Центрального комитета КПСС                          | [ 175 ] [ 176 ] [ 177 ] |
|                     | Вадим Андреевич Медведев (1929—2025)                                                                             | 6 марта 1986               | 14 июля 1990                                               | секретарь Центрального комитета КПСС                          | [ 178 ] [ 179 ] [ 180 ] |
|                     | Иван Иванович Мельников (1950—)                                                                                  | 14 июля 1990               | 26 июля 1991                                               | член Секретариата Центрального комитета КПСС                  | [ 181 ] [ 182 ] [ 183 ] |
| 26 июля 1991        | Иван Иванович Мельников (1950—)                                                                                  | 29 августа 1991            | секретарь Центрального комитета КПСС                       |                                                               | [ 181 ] [ 182 ] [ 183 ] |
|                     | Василий Михайлович Михайлов (1894—1937)                                                                          | 16 марта 1921              | 3 апреля 1922                                              | секретарь Центрального комитета РКП(б)                        | [ 184 ] [ 185 ] [ 186 ] |
| 14 июня 1923        | Василий Михайлович Михайлов (1894—1937)                                                                          | 2 июня 1924                | кандидат в члены Секретариата Центрального комитета РКП(б) |                                                               | [ 184 ] [ 185 ] [ 186 ] |
|                     | Николай Александрович Михайлов (1906—1982)                                                                       | 16 октября 1952            | 14 марта 1953                                              | секретарь Центрального комитета КПСС                          | [ 187 ] [ 188 ] [ 189 ] |
|                     | Вячеслав Михайлович Молотов (1890—1986) урожд. Вячеслав Михайлович Скрябин                                       | 16 марта 1921              | 3 апреля 1922                                              | Ответственный секретарь Центрального комитета РКП(б)          | [ 190 ] [ 191 ] [ 192 ] |
| 3 апреля 1922       | Вячеслав Михайлович Молотов (1890—1986) урожд. Вячеслав Михайлович Скрябин                                       | 26 апреля 1923             | секретарь Центрального комитета РКП(б)                     |                                                               | [ 190 ] [ 191 ] [ 192 ] |
| 26 апреля 1923      | Вячеслав Михайлович Молотов (1890—1986) урожд. Вячеслав Михайлович Скрябин                                       | 2 июня 1924                | секретарь Центрального комитета РКП(б)                     |                                                               | [ 190 ] [ 191 ] [ 192 ] |
| 2 июня 1924         | Вячеслав Михайлович Молотов (1890—1986) урожд. Вячеслав Михайлович Скрябин                                       | 1 января 1926              | секретарь Центрального комитета РКП(б)                     |                                                               | [ 190 ] [ 191 ] [ 192 ] |
| 1 января 1926       | Вячеслав Михайлович Молотов (1890—1986) урожд. Вячеслав Михайлович Скрябин                                       | 19 декабря 1927            | секретарь Центрального комитета ВКП(б)                     |                                                               | [ 190 ] [ 191 ] [ 192 ] |
| 19 декабря 1927     | Вячеслав Михайлович Молотов (1890—1986) урожд. Вячеслав Михайлович Скрябин                                       | 13 июля 1930               | секретарь Центрального комитета ВКП(б)                     |                                                               | [ 190 ] [ 191 ] [ 192 ] |
| 13 июля 1930        | Вячеслав Михайлович Молотов (1890—1986) урожд. Вячеслав Михайлович Скрябин                                       | 21 декабря 1930            | секретарь Центрального комитета ВКП(б)                     |                                                               | [ 190 ] [ 191 ] [ 192 ] |
|                     | Иван Михайлович Москвин (1890—1937)                                                                              | 19 декабря 1927            | 13 июля 1930                                               | кандидат в члены Секретариата Центрального комитета ВКП(б)    | [ 193 ] [ 194 ] [ 195 ] |
| 13 июля 1930        | Иван Михайлович Москвин (1890—1937)                                                                              | 2 октября 1932             |                                                            | кандидат в члены Секретариата Центрального комитета ВКП(б)    | [ 193 ] [ 194 ] [ 195 ] |
|                     | Матвей Константинович Муранов (1873—1959)                                                                        | 6 [19] августа 1917        | 8 марта 1918                                               | секретарь Центрального комитета РСДРП(б)                      | [ 196 ] [ 197 ] [ 198 ] |
|                     | Нуритдин Акрамович Мухитдинов (1917—2008) узб. Нуриддин Акрамович Муҳитдинов                                     | 17 декабря 1957            | 31 октября 1961                                            | секретарь Центрального комитета КПСС                          | [ 199 ] [ 200 ] [ 201 ] |
|                     | Клавдия Ивановна Николаева (1893—1944)                                                                           | 12 июня 1924               | 1 января 1926                                              | кандидат в члены Секретариата Центрального комитета РКП(б)    | [ 202 ] [ 203 ] [ 204 ] |
|                     | Виктор Петрович Никонов (1929—1993)                                                                              | 23 апреля 1985             | 6 марта 1986                                               | секретарь Центрального комитета КПСС                          | [ 205 ] [ 206 ] [ 207 ] |
| 6 марта 1986        | Виктор Петрович Никонов (1929—1993)                                                                              | 20 сентября 1989           |                                                            | секретарь Центрального комитета КПСС                          | [ 205 ] [ 206 ] [ 207 ] |
|                     | Николай Семёнович Патоличев (1908—1989)                                                                          | 6 мая 1946                 | 24 мая 1947                                                | секретарь Центрального комитета ВКП(б)                        | [ 208 ] [ 209 ] [ 210 ] |
|                     | Николай Михайлович Пегов (1905—1991)                                                                             | 16 октября 1952            | 5 марта 1953                                               | секретарь Центрального комитета КПСС                          | [ 211 ] [ 212 ] [ 213 ] |
|                     | Николай Викторович Подгорный (1906—1983) укр. Микола Вікторович Підгорний                                        | 21 июня 1963               | 6 декабря 1965                                             | секретарь Центрального комитета КПСС                          | [ 214 ] [ 215 ] [ 216 ] |
|                     | Василий Иванович Поляков (1913—2003)                                                                             | 23 ноября 1962             | 16 ноября 1964                                             | секретарь Центрального комитета КПСС                          | [ 217 ] [ 218 ] [ 219 ] |
|                     | Пантелеймон Кондратьевич Пономаренко (1902—1984) бел. Панцеляймон Кандратавіч Панамарэнка                        | 1 июля 1948                | 16 октября 1952                                            | секретарь Центрального комитета ВКП(б)                        | [ 220 ] [ 221 ] [ 222 ] |
| 16 октября 1952     | Пантелеймон Кондратьевич Пономаренко (1902—1984) бел. Панцеляймон Кандратавіч Панамарэнка                        | 5 марта 1953               | секретарь Центрального комитета КПСС                       |                                                               | [ 220 ] [ 221 ] [ 222 ] |
|                     | Борис Николаевич Пономарёв (1905—1995)                                                                           | 31 октября 1961            | секретарь Центрального комитета КПСС                       | 8 апреля 1966                                                 | [ 223 ] [ 224 ] [ 225 ] |
| 8 апреля 1966       | Борис Николаевич Пономарёв (1905—1995)                                                                           | 9 апреля 1971              | секретарь Центрального комитета КПСС                       |                                                               | [ 223 ] [ 224 ] [ 225 ] |
| 9 апреля 1971       | Борис Николаевич Пономарёв (1905—1995)                                                                           | 5 марта 1976               | секретарь Центрального комитета КПСС                       |                                                               | [ 223 ] [ 224 ] [ 225 ] |
| 5 марта 1976        | Борис Николаевич Пономарёв (1905—1995)                                                                           | 3 марта 1981               | секретарь Центрального комитета КПСС                       |                                                               | [ 223 ] [ 224 ] [ 225 ] |
| 3 марта 1981        | Борис Николаевич Пономарёв (1905—1995)                                                                           | 6 марта 1986               | секретарь Центрального комитета КПСС                       |                                                               | [ 223 ] [ 224 ] [ 225 ] |
|                     | Георгий Михайлович Попов (1906—1968)                                                                             | 18 марта 1946              | 16 декабря 1949                                            | секретарь Центрального комитета ВКП(б)                        | [ 226 ] [ 227 ] [ 228 ] |
|                     | Пётр Николаевич Поспелов (1898—1979)                                                                             | 5 марта 1953               | 27 февраля 1956                                            | секретарь Центрального комитета КПСС                          | [ 229 ] [ 230 ] [ 231 ] |
| 27 февраля 1956     | Пётр Николаевич Поспелов (1898—1979)                                                                             | 4 мая 1960                 |                                                            | секретарь Центрального комитета КПСС                          | [ 229 ] [ 230 ] [ 231 ] |
|                     | Павел Петрович Постышев (1887—1939)                                                                              | 13 июля 1930               | 10 февраля 1934                                            | секретарь Центрального комитета ВКП(б)                        | [ 232 ] [ 233 ] [ 234 ] |
|                     | Евгений Алексеевич Преображенский (1886—1937)                                                                    | 5 апреля 1920              | 16 марта 1921                                              | секретарь Центрального комитета РКП(б)                        | [ 235 ] [ 236 ] [ 237 ] |
|                     | Георгий Петрович Разумовский (1936—)                                                                             | 6 марта 1986               | 14 июля 1990                                               | секретарь Центрального комитета КПСС                          | [ 238 ] [ 239 ] [ 240 ] |
|                     | Григорий Васильевич Романов (1923—2008)                                                                          | 15 июня 1983               | 1 июля 1985                                                | секретарь Центрального комитета КПСС                          | [ 241 ] [ 242 ] [ 243 ] |
|                     | Александр Петрович Рудаков (1910—1966)                                                                           | 23 ноября 1962             | 8 апреля 1966                                              | секретарь Центрального комитета КПСС                          | [ 244 ] [ 245 ] [ 246 ] |
| 8 апреля 1966       | Александр Петрович Рудаков (1910—1966)                                                                           | 10 июля 1966               |                                                            | секретарь Центрального комитета КПСС                          | [ 244 ] [ 245 ] [ 246 ] |
|                     | Ян Эрнестович Рудзутак (1887—1938) латыш. Jānis Rudzutaks                                                        | 26 апреля 1923             | 2 февраля 1924                                             | секретарь Центрального комитета РКП(б)                        | [ 247 ] [ 248 ] [ 249 ] |
|                     | Константин Викторович Русаков (1909—1993)                                                                        | 24 мая 1977                | 3 марта 1981                                               | секретарь Центрального комитета КПСС                          | [ 250 ] [ 251 ] [ 252 ] |
| 3 марта 1981        | Константин Викторович Русаков (1909—1993)                                                                        | 18 февраля 1986            |                                                            | секретарь Центрального комитета КПСС                          | [ 250 ] [ 251 ] [ 252 ] |
|                     | Николай Иванович Рыжков (1929—2024)                                                                              | 22 ноября 1982             | 15 октября 1985                                            | секретарь Центрального комитета КПСС                          | [ 253 ] [ 254 ] [ 255 ] |
|                     | Яков Петрович Рябов (1928—2018)                                                                                  | 26 октября 1976            | 17 апреля 1979                                             | секретарь Центрального комитета КПСС                          | [ 256 ] [ 257 ] [ 258 ] |
|                     | Яков Михайлович Свердлов (1885—1919) урожд. Ешуа-Соломон Мовшевич Свердлов                                       | 6 [19] августа 1917        | 8 марта 1918                                               | секретарь Центрального комитета РСДРП(б)                      | [ 259 ] [ 260 ] [ 261 ] |
| 8 марта 1918        | Яков Михайлович Свердлов (1885—1919) урожд. Ешуа-Соломон Мовшевич Свердлов                                       | 16 марта 1919              | Председатель Секретариата Центрального комитета РКП(б)     |                                                               | [ 259 ] [ 260 ] [ 261 ] |
|                     | Галина Владимировна Семёнова (1937—2017)                                                                         | 14 июля 1990               | 29 августа 1991                                            | секретарь Центрального комитета КПСС                          | [ 262 ] [ 263 ] [ 264 ] |
|                     | Леонид Петрович Серебряков (1888—1937)                                                                           | 5 апреля 1920              | 16 марта 1921                                              | секретарь Центрального комитета РКП(б)                        | [ 265 ] [ 266 ] [ 267 ] |
|                     | Николай Никитович Слюньков (1929—2022) бел. Мікалай Мікітавіч Слюнькоў                                           | 28 января 1987             | 14 июля 1990                                               | секретарь Центрального комитета КПСС                          | [ 268 ] [ 269 ] [ 270 ] |
|                     | Александр Петрович Смирнов (1877—1938)                                                                           | 11 апреля 1928             | 13 июля 1930                                               | секретарь Центрального комитета ВКП(б)                        | [ 271 ] [ 272 ] [ 273 ] |
|                     | Михаил Сергеевич Соломенцев (1913—2008)                                                                          | 13 декабря 1966            | 9 апреля 1971                                              | секретарь Центрального комитета КПСС                          | [ 274 ] [ 275 ] [ 276 ] |
| 9 апреля 1971       | Михаил Сергеевич Соломенцев (1913—2008)                                                                          | 23 ноября 1971             |                                                            | секретарь Центрального комитета КПСС                          | [ 274 ] [ 275 ] [ 276 ] |
|                     | Иван Васильевич Спиридонов (1905—1991)                                                                           | 31 октября 1961            | 23 апреля 1962                                             | секретарь Центрального комитета КПСС                          | [ 277 ] [ 278 ] [ 279 ] |
|                     | Иосиф Виссарионович Сталин (1878—1953) урожд. Иосиф Виссарионович Джугашвили груз. იოსებ ბესარიონის ძე ჯუღაშვილი | 3 апреля 1922              | 26 апреля 1923                                             | Генеральный секретарь Центрального комитета РКП(б)            | [ 280 ] [ 281 ] [ 282 ] |
| 26 апреля 1923      | Иосиф Виссарионович Сталин (1878—1953) урожд. Иосиф Виссарионович Джугашвили груз. იოსებ ბესარიონის ძე ჯუღაშვილი | 2 июня 1924                |                                                            | Генеральный секретарь Центрального комитета РКП(б)            | [ 280 ] [ 281 ] [ 282 ] |
| 2 июня 1924         | Иосиф Виссарионович Сталин (1878—1953) урожд. Иосиф Виссарионович Джугашвили груз. იოსებ ბესარიონის ძე ჯუღაშვილი | 1 января 1926              |                                                            | Генеральный секретарь Центрального комитета РКП(б)            | [ 280 ] [ 281 ] [ 282 ] |
| 1 января 1926       | Иосиф Виссарионович Сталин (1878—1953) урожд. Иосиф Виссарионович Джугашвили груз. იოსებ ბესარიონის ძე ჯუღაშვილი | 19 декабря 1927            | Генеральный секретарь Центрального комитета ВКП(б)         |                                                               | [ 280 ] [ 281 ] [ 282 ] |
| 19 декабря 1927     | Иосиф Виссарионович Сталин (1878—1953) урожд. Иосиф Виссарионович Джугашвили груз. იოსებ ბესარიონის ძე ჯუღაშვილი | 13 июля 1930               |                                                            |                                                               | [ 280 ] [ 281 ] [ 282 ] |
| 13 июля 1930        | Иосиф Виссарионович Сталин (1878—1953) урожд. Иосиф Виссарионович Джугашвили груз. იოსებ ბესარიონის ძე ჯუღაშვილი | 10 февраля 1934            |                                                            |                                                               | [ 280 ] [ 281 ] [ 282 ] |
| 10 февраля 1934     | Иосиф Виссарионович Сталин (1878—1953) урожд. Иосиф Виссарионович Джугашвили груз. იოსებ ბესარიონის ძე ჯუღაშვილი | 22 марта 1939              | секретарь Центрального комитета ВКП(б)                     |                                                               | [ 280 ] [ 281 ] [ 282 ] |
| 22 марта 1939       | Иосиф Виссарионович Сталин (1878—1953) урожд. Иосиф Виссарионович Джугашвили груз. იოსებ ბესარიონის ძე ჯუღაშვილი | 18 марта 1946              | секретарь Центрального комитета ВКП(б)                     |                                                               | [ 280 ] [ 281 ] [ 282 ] |
| 18 марта 1946       | Иосиф Виссарионович Сталин (1878—1953) урожд. Иосиф Виссарионович Джугашвили груз. იოსებ ბესარიონის ძე ჯუღაშვილი | 16 октября 1952            | секретарь Центрального комитета ВКП(б)                     |                                                               | [ 280 ] [ 281 ] [ 282 ] |
| 16 октября 1952     | Иосиф Виссарионович Сталин (1878—1953) урожд. Иосиф Виссарионович Джугашвили груз. იოსებ ბესარიონის ძე ჯუღაშვილი | 5 марта 1953               | секретарь Центрального комитета КПСС                       |                                                               | [ 280 ] [ 281 ] [ 282 ] |
|                     | Елена Дмитриевна Стасова (1873—1966)                                                                             | 28 февраля [13 марта] 1917 | 6 [19] августа 1917                                        | секретарь Бюро Центрального комитета РСДРП(б)                 | [ 283 ] [ 284 ] [ 285 ] |
| 6 [19] августа 1917 | Елена Дмитриевна Стасова (1873—1966)                                                                             | 8 марта 1918               | секретарь Центрального комитета РСДРП(б)                   |                                                               | [ 283 ] [ 284 ] [ 285 ] |
| 8 марта 1918        | Елена Дмитриевна Стасова (1873—1966)                                                                             | 25 марта 1919              | секретарь Центрального комитета РКП(б)                     |                                                               | [ 283 ] [ 284 ] [ 285 ] |
| 25 марта 1919       | Елена Дмитриевна Стасова (1873—1966)                                                                             | 29 ноября 1919             | Ответственный секретарь Центрального комитета РКП(б)       |                                                               | [ 283 ] [ 284 ] [ 285 ] |
| 29 ноября 1919      | Елена Дмитриевна Стасова (1873—1966)                                                                             | 5 апреля 1920              | секретарь Центрального комитета РКП(б)                     |                                                               | [ 283 ] [ 284 ] [ 285 ] |
|                     | Егор Семёнович Строев (1937—)                                                                                    | 20 сентября 1989           | 14 июля 1990                                               | секретарь Центрального комитета КПСС                          | [ 286 ] [ 287 ] [ 288 ] |
| 14 июля 1990        | Егор Семёнович Строев (1937—)                                                                                    | 29 августа 1991            |                                                            | секретарь Центрального комитета КПСС                          | [ 286 ] [ 287 ] [ 288 ] |
|                     | Михаил Андреевич Суслов (1902—1982)                                                                              | 24 мая 1947                | 16 октября 1952                                            | секретарь Центрального комитета ВКП(б)                        | [ 289 ] [ 290 ] [ 291 ] |
| 16 октября 1952     | Михаил Андреевич Суслов (1902—1982)                                                                              | 27 февраля 1956            | секретарь Центрального комитета КПСС                       |                                                               | [ 289 ] [ 290 ] [ 291 ] |
| 27 февраля 1956     | Михаил Андреевич Суслов (1902—1982)                                                                              | 31 октября 1961            | секретарь Центрального комитета КПСС                       |                                                               | [ 289 ] [ 290 ] [ 291 ] |
| 31 октября 1961     | Михаил Андреевич Суслов (1902—1982)                                                                              | 8 апреля 1966              | секретарь Центрального комитета КПСС                       |                                                               | [ 289 ] [ 290 ] [ 291 ] |
| 8 апреля 1966       | Михаил Андреевич Суслов (1902—1982)                                                                              | 9 апреля 1971              | секретарь Центрального комитета КПСС                       |                                                               | [ 289 ] [ 290 ] [ 291 ] |
| 9 апреля 1971       | Михаил Андреевич Суслов (1902—1982)                                                                              | 5 марта 1976               | секретарь Центрального комитета КПСС                       |                                                               | [ 289 ] [ 290 ] [ 291 ] |
| 5 марта 1976        | Михаил Андреевич Суслов (1902—1982)                                                                              | 3 марта 1981               | секретарь Центрального комитета КПСС                       |                                                               | [ 289 ] [ 290 ] [ 291 ] |
| 3 марта 1981        | Михаил Андреевич Суслов (1902—1982)                                                                              | 26 января 1982             | секретарь Центрального комитета КПСС                       |                                                               | [ 289 ] [ 290 ] [ 291 ] |
|                     | Александр Иванович Тепленичев (1937—)                                                                            | 14 июля 1990               | 29 августа 1991                                            | член Секретариата Центрального комитета КПСС                  | [ 292 ] [ 293 ] [ 294 ] |
|                     | Виталий Николаевич Титов (1907—1980)                                                                             | 23 ноября 1962             | 29 сентября 1965                                           | секретарь Центрального комитета КПСС                          | [ 295 ] [ 296 ] [ 297 ] |
|                     | Гулчехра Тургунова (1944—)                                                                                       | 14 июля 1990               | 29 августа 1991                                            | член Секретариата Центрального комитета КПСС                  | [ 298 ] [ 299 ] [ 300 ] |
|                     | Николай Александрович Угланов (1886—1937)                                                                        | 20 августа 1924            | 1 января 1926                                              | секретарь Центрального комитета РКП(б)                        | [ 301 ] [ 302 ] [ 303 ] |
| 1 января 1926       | Николай Александрович Угланов (1886—1937)                                                                        | 19 декабря 1927            | секретарь Центрального комитета ВКП(б)                     |                                                               | [ 301 ] [ 302 ] [ 303 ] |
| 19 декабря 1927     | Николай Александрович Угланов (1886—1937)                                                                        | 29 апреля 1929             | секретарь Центрального комитета ВКП(б)                     |                                                               | [ 301 ] [ 302 ] [ 303 ] |
|                     | Гумер Исмагилович Усманов (1936—2021) тат. Гомәр Исмәгыйль улы Усманов                                           | 20 сентября 1989           | 14 июля 1990                                               | секретарь Центрального комитета КПСС                          | [ 304 ] [ 305 ] [ 306 ] |
|                     | Дмитрий Фёдорович Устинов (1908—1984)                                                                            | 26 марта 1965              | 8 апреля 1966                                              | секретарь Центрального комитета КПСС                          | [ 307 ] [ 308 ] [ 309 ] |
| 8 апреля 1966       | Дмитрий Фёдорович Устинов (1908—1984)                                                                            | 9 апреля 1971              |                                                            | секретарь Центрального комитета КПСС                          | [ 307 ] [ 308 ] [ 309 ] |
| 9 апреля 1971       | Дмитрий Фёдорович Устинов (1908—1984)                                                                            | 5 марта 1976               |                                                            | секретарь Центрального комитета КПСС                          | [ 307 ] [ 308 ] [ 309 ] |
| 5 марта 1976        | Дмитрий Фёдорович Устинов (1908—1984)                                                                            | 26 октября 1976            |                                                            | секретарь Центрального комитета КПСС                          | [ 307 ] [ 308 ] [ 309 ] |
|                     | Валентин Михайлович Фалин (1926—2018)                                                                            | 14 июля 1990               | 29 августа 1991                                            | секретарь Центрального комитета КПСС                          | [ 310 ] [ 311 ] [ 312 ] |
|                     | Иван Тимофеевич Фролов (1929—1999)                                                                               | 9 декабря 1989             | 14 июля 1990                                               | секретарь Центрального комитета КПСС                          | [ 313 ] [ 314 ] [ 315 ] |
|                     | Екатерина Алексеевна Фурцева (1910—1974)                                                                         | 27 февраля 1956            | 4 мая 1960                                                 | секретарь Центрального комитета КПСС                          | [ 316 ] [ 317 ] [ 318 ] |
|                     | Никита Сергеевич Хрущёв (1894—1971)                                                                              | 16 декабря 1949            | 16 октября 1952                                            | секретарь Центрального комитета ВКП(б)                        | [ 319 ] [ 320 ] [ 321 ] |
| 16 октября 1952     | Никита Сергеевич Хрущёв (1894—1971)                                                                              | 7 сентября 1953            | секретарь Центрального комитета КПСС                       |                                                               | [ 319 ] [ 320 ] [ 321 ] |
| 7 сентября 1953     | Никита Сергеевич Хрущёв (1894—1971)                                                                              | 27 февраля 1956            | Первый секретарь Центрального комитета КПСС                |                                                               | [ 319 ] [ 320 ] [ 321 ] |
| 27 февраля 1956     | Никита Сергеевич Хрущёв (1894—1971)                                                                              | 31 октября 1961            | Первый секретарь Центрального комитета КПСС                |                                                               | [ 319 ] [ 320 ] [ 321 ] |
| 31 октября 1961     | Никита Сергеевич Хрущёв (1894—1971)                                                                              | 14 октября 1964            | Первый секретарь Центрального комитета КПСС                |                                                               | [ 319 ] [ 320 ] [ 321 ] |
|                     | Виктор Михайлович Чебриков (1923—1999)                                                                           | 30 сентября 1988           | 20 сентября 1989                                           | секретарь Центрального комитета КПСС                          | [ 322 ] [ 323 ] [ 324 ] |
|                     | Константин Устинович Черненко (1911—1985)                                                                        | 5 марта 1976               | 3 марта 1981                                               | секретарь Центрального комитета КПСС                          | [ 325 ] [ 326 ] [ 327 ] |
| 3 марта 1981        | Константин Устинович Черненко (1911—1985)                                                                        | 13 февраля 1984            |                                                            | секретарь Центрального комитета КПСС                          | [ 325 ] [ 326 ] [ 327 ] |
| 13 февраля 1984     | Константин Устинович Черненко (1911—1985)                                                                        | 10 марта 1985              | Генеральный секретарь Центрального комитета КПСС           |                                                               | [ 325 ] [ 326 ] [ 327 ] |
|                     | Николай Николаевич Шаталин (1904—1984)                                                                           | 5 марта 1953               | 8 марта 1955                                               | секретарь Центрального комитета КПСС                          | [ 328 ] [ 329 ] [ 330 ] |
|                     | Николай Михайлович Шверник (1888—1970)                                                                           | 9 апреля 1926              | 17 февраля 1927                                            | секретарь Центрального комитета ВКП(б)                        | [ 331 ] [ 332 ] [ 333 ] |
| 13 июля 1930        | Николай Михайлович Шверник (1888—1970)                                                                           | 10 февраля 1934            | кандидат в члены Секретариата Центрального комитета ВКП(б) |                                                               | [ 331 ] [ 332 ] [ 333 ] |
| 12 июля 1955        | Николай Михайлович Шверник (1888—1970)                                                                           | 27 февраля 1956            | секретарь Центрального комитета КПСС                       |                                                               | [ 331 ] [ 332 ] [ 333 ] |
|                     | Александр Николаевич Шелепин (1918—1994)                                                                         | 31 октября 1961            | секретарь Центрального комитета КПСС                       | 8 апреля 1966                                                 | [ 334 ] [ 335 ] [ 336 ] |
| 8 апреля 1966       | Александр Николаевич Шелепин (1918—1994)                                                                         | 26 сентября 1967           | секретарь Центрального комитета КПСС                       |                                                               | [ 334 ] [ 335 ] [ 336 ] |
|                     | Олег Семёнович Шенин (1937—2009)                                                                                 | 14 июля 1990               | секретарь Центрального комитета КПСС                       | 29 августа 1991                                               | [ 337 ] [ 338 ] [ 339 ] |
|                     | Дмитрий Трофимович Шепилов (1905—1995)                                                                           | 27 февраля 1956            | секретарь Центрального комитета КПСС                       | 24 декабря 1956                                               | [ 340 ] [ 341 ] [ 342 ] |
| 14 февраля 1957     | Дмитрий Трофимович Шепилов (1905—1995)                                                                           | 29 июня 1957               | секретарь Центрального комитета КПСС                       |                                                               | [ 340 ] [ 341 ] [ 342 ] |
|                     | Александр Сергеевич Щербаков (1901—1945)                                                                         | 5 мая 1941                 | 20 мая 1945                                                | секретарь Центрального комитета ВКП(б)                        | [ 343 ] [ 344 ] [ 345 ] |
|                     | Александр Николаевич Яковлев (1923—2005)                                                                         | 6 марта 1986               | 14 июля 1990                                               | секретарь Центрального комитета КПСС                          | [ 346 ] [ 347 ] [ 348 ] |
|                     | Геннадий Иванович Янаев (1937—2010)                                                                              | 14 июля 1990               | 31 января 1991                                             | секретарь Центрального комитета КПСС                          | [ 349 ] [ 350 ] [ 351 ] |
|                     | Емельян Михайлович Ярославский (1878—1943) урожд. Миней Израилевич Губельман                                     | 16 марта 1921              | 8 августа 1921                                             | секретарь Центрального комитета РКП(б)                        | [ 352 ] [ 353 ] [ 354 ] |